# Green Tree
Green Tree ist ein Borough und ein Vorort von Pittsburgh im US-Bundesstaat Pennsylvania. Das U.S. Census Bureau hat bei der Volkszählung 2020 eine Einwohnerzahl von 4.941 ermittelt. Der Ort ist mit Pittsburgh durch den Fort-Pitt-Tunnel unter Mount Washington verbunden.
In Green Tree wurden der Kongressabgeordnete Ron Paul und der Fernsehdarsteller Zachary Quinto aus der Serie Heroes geboren.
Green Tree wurde 1793 von Europäern besiedelt und hauptsächlich landwirtschaftlich genutzt. Das Emblem von Green Tree Borough zeigt einen grünen Baum auf orangem Grund. Der Ort wurde nach einem Sycamore-Baum benannt, der unter anderem den Postkutschen Ende des 19. Jahrhunderts als Merkzeichen diente. An seiner Stelle steht jetzt eine Gedenktafel. Anfang des 20. Jahrhunderts wurde der Ort über die Station Rook an das Eisenbahnnetz der Wabash Railroad angeschlossen. Seit 1885 gehört Green Tree zu Pittsburgh.